# Linus Straßer
Pour les articles homonymes, voir Strasser.
Linus Straßer, né le 6 novembre 1992 à Munich, est un skieur alpin allemand, spécialiste de slalom. Outre une victoire dans le City-Event de Stockholm en 2017, il remporte, quatre ans plus tard, le premier slalom de Coupe du monde de sa carrière le 6 janvier 2021 à Zagreb. En 2024, il réussit une prestigieuse combinaison en gagnant en trois jours les slaloms de Kitzbühel et de Schladming. 

## Biographie
Actif dans les courses officielles de la FIS depuis 2007, il prend part aux Championnats du monde junior en 2011 et 2013, ne faisant mieux que 29e et fait ses débuts en Coupe du monde en octobre 2013 à l'occasion du slalom géant de Sölden. Il ne marque pas de points durant l'hiver 2013-2014, mais gagne une épreuve de la Coupe d'Europe. C'est lors de la saison 2014-2015, qu'il commence à obtenir des résultats terminant à plusieurs reprises dans les vingt premiers dans des slaloms avec comme performance de pointe une cinquième place à Schladming. Il est sélectionné pour ses premiers Championnats du monde de Beaver Creek où il obtient la dixième place au slalom.
Lors de l'hiver 2016-2017 de Coupe du monde, il obtient le meilleur résultat de sa carrière en gagnant le city event de Stockholm (slalom parallèle) en battant en finale Alexis Pinturault. En janvier 2018, il ajoute deux podiums dans cette même discipline, en se classant troisième à Stockholm et à Oslo. Aux Jeux olympiques d'hiver de 2018, il ne termine ni le slalom ni le combiné, mais se classe 22e du slalom géant. Aux Championnats du monde 2019, à Åre, il obtient son meilleur résultat en grand championnat avec une cinquième place au combiné. Il n'ajoute aucun podium à son palmarès de Coupe du monde en 2019 et 2020.
Lors du troisième slalom de la Coupe du monde 2020-2021 à Zagreb le 6 janvier, Linus Straßer réalise le 8e temps de la première manche puis remporte la course en bas du deuxième tracé. Les autrichiens Manuel Feller et Marco Schwarz l'accompagnent sur le podium, respectivement à 10/100 et 16/100 de seconde. Il s'agit de sa première victoire dans la discipline. Aux Championnats du monde 2021, il est quart de finaliste du parallèle (7e) et reçoit une médaille de bronze en tant que remplaçant dans l'épreuve par équipes.
Le 25 janvier 2022, il remporte le slalom nocturne de Schladming, devenant le sixième vainqueur en six courses de la saison 2021-2022 disputées jusqu'alors dans la discipline. Le slalomeur allemand signe la troisième victoire de sa carrière après s'être classé 5e de la première manche. Il prend le meilleur de seulement 3 centièmes de seconde sur le jeune norvégien Atle Lie McGrath qui monte sur son premier podium en slalom, et de 39/100e sur Manuel Feller.
Entre le 21 et le 24 janvier 2024,  Linus Straßer réussit une rare combinaison : il s'impose tout d'abord sur la Ganslern de Kitzbühel en réalisant le meilleur temps de la deuxième manche après s'être classé quatrième du premier acte. Trois jours plus tard, devant les dizaines de milliers de spectateurs de la course nocturne de Schladming, il est cette fois le plus rapide sur le premier tracé, avant de réussir la passe de deux en devançant au final sur la Planai Timon Haugan de 28/100 et Clément Noël d'1 s 02.  Au classement du petit globe du slalom, il se poste alors en seconde position à 132 points de Manuel Feller.

## Palmarès

### Jeux olympiques
| Édition / Épreuve   | Slalom  | Slalom géant | Combiné | Par équipes |
| ------------------- | ------- | ------------ | ------- | ----------- |
| JO 2018 Pyeongchang | Abandon | 22e          | Abandon | 5e          |
| JO 2022 Pékin       |         | Abandon      | -       | Argent      |

### Championnats du monde
| Épreuve / Édition | Vail - Beaver Creek 2015 | Saint-Moritz 2017 | Åre 2019 | Cortina 2021              | Courchevel-Méribel 2023 | Saalbach 2025             |
| Slalom géant      | Abandon                  | 12e               |          |                           |                         |                           |
| Slalom            | 10e                      | 20e               | 28e      | 15e                       | 9e                      | Médaille de bronze, monde |
| Descente          |                          |                   | 37e      |                           |                         |                           |
| Combiné           |                          |                   | 5e       |                           |                         |                           |
| Parallèle         |                          |                   |          | 7e                        | 14e                     |                           |
| Par équipes       |                          |                   | 6e       | Médaille de bronze, monde |                         |                           |

### Coupe du monde
- Meilleur classement général : 9e en 2024.
- 15 podiums individuels, dont 5 victoires.
- 2 podiums par équipes.

#### Détail des victoires
| Édition / Épreuve | City Event | Slalom               | Total |
| 2016-2017         | Stockholm  |                      | 1     |
| 2020-2021         |            | Zagreb               | 1     |
| 2021-2022         |            | Schladming           | 1     |
| 2023-2024         |            | Kitzbühel Schladming | 2     |
| Total             | 1          | 4                    | 5     |

#### Classements détaillés
| Année/Classement | Année/Classement | Général | Général | Descente | Descente | Slalom | Slalom | Slalom géant | Slalom géant | Super G | Super G | Combiné | Combiné | Parallèle | Parallèle |
| ---------------- | ---------------- | ------- | ------- | -------- | -------- | ------ | ------ | ------------ | ------------ | ------- | ------- | ------- | ------- | --------- | --------- |
| Année/Classement | Année/Classement | Class.  | Points  | Class.   | Points   | Class. | Points | Class.       | Points       | Class.  | Points  | Class.  | Points  | Class.    | Points    |
| 2014-2015        | 2014-2015        | 64e     | 104     | -        | -        | 21e    | 104    | -            | -            | -       | -       | -       | -       | -         | -         |
| 2015-2016        | 2015-2016        | 114e    | 27      | -        | -        | 36e    | 27     | -            | -            | -       | -       | -       | -       | -         | -         |
| 2016-2017        | 2016-2017        | 40e     | 199     | -        | -        | 14e    | 199    | -            | -            | -       | -       | -       | -       | -         | -         |
| 2017-2018        | 2017-2018        | 36e     | 224     | -        | -        | 13e    | 213    | 51e          | 11           | -       | -       | -       | -       | -         | -         |
| 2018-2019        | 2018-2019        | 101e    | 41      | -        | -        | 48e    | 12     | -            | -            | -       | -       | 17e     | 29      | -         | -         |
| 2019-2020        | 2019-2020        | 43e     | 167     | -        | -        | 12e    | 151    | -            | -            | -       | -       | -       | -       | 27e       | 16        |
| 2020-2021        | 2020-2021        | 18e     | 349     | -        | -        | 8e     | 347    | -            | -            | -       | -       | -       | -       | 29e       | 2         |
| 2021-2022        | 2021-2022        | 21e     | 329     | -        | -        | 5e     | 307    | -            | -            | -       | -       | -       | -       | 12e       | 22        |
| 2022-2023        | 2022-2023        | 25e     | 306     | -        | -        | 7e     | 306    | -            | -            | -       | -       | -       | -       | -         | -         |
| 2023-2024        | 2023-2024        | 9e      | 532     | -        | -        | 2e     | 526    | 53e          | 6            | -       | -       | -       | -       | -         | -         |

### Coupe d'Europe
- 5e du classement du slalom en 2016.
- 9 podiums, dont 3 victoires (2 en slalom et 1 en City Event).

### Championnats d'Allemagne
- Champion d'Allemagne de slalom géant en 2014 (2e de la course)[4].
- Champion du slalom en 2017.
- Champion du combiné alpin en 2019.